# 湿地公园站 (厦门)
湿地公园站（廈門話：/sip̚˥˥ tue˧˧ kɔŋ˧˧ hŋ̍˧˥/）位于中华人民共和国福建省厦门市湖里区五缘湾道地下，是厦门轨道交通2号线的地铁车站，于2019年12月25日开通运营。

## 车站结构

### 车站楼层
濕地公園站为地下二层车站。车站地下一层为站厅层；地下二层为2号线站台层，岛式站台。
| 地面层   | 出入口                               | 出入口                         |
| 地下一层 | 站厅                                 | 票务服务、客服中心、进出站闸机 |
| 地下二层 | 西行                                 | 2 往天竺山方向 （五通）        |
| 地下二层 | 岛式站台，列车运行方向左侧的车门开启 |                                |
| 地下二层 | 東行                                 | 2 往五緣灣方向 （鐘宅）        |

### 出入口信息
湿地公园站设有6个出入口。其中2023年1月12日开放的6号出入口，造型以厦门市花“三角梅”为灵感，整体造型宛如绽放的三角梅，花瓣错落呈现。6号出入口采用了1128块双曲面蜂窝钛板，施工时通过导入图纸及建筑信息模型的机器人进行放线，偏差可以控制在2毫米内。